# Jandaíra-do-nordeste
Melipona subnitida popularmente conhecida como Jandaíra ou Jandaíra do Nordeste, é uma espécie de abelha endêmica neotropical na família Apidae encontrada nas áreas secas do Nordeste do Brasil. Esta espécie de abelha sem ferrão pratica hábitos de acasalamento único ou monogâmicos. A designação popular de Jandaíra não é exclusiva desta espécie, que causa certa confusão como no caso da Jandaíra (Melipona interrupta) ou a Jandaíra-preta (Trigona amalthea).
Esta espécie faz ninhos em troncos ocos de árvores vivas, onde as abelhas operárias criam uma colônia vertical. A hierarquia de dominância dessas colônias perenes é definida por uma rainha que controla seus trabalhadores. De todas as abelhas sem ferrão, M. subnitida  é bastante rentável dada a sua capacidade de polinizar e elaborar o mel. A pesquisa de campo sobre esta espécie é parte do estudo da Ecologia Comportamental.

## Taxonomia e Filogenia
Melipona subnitida é parte da família Apidae, a qual consiste de mangangaba, Euglossines, Abelha-européia, e Melipona. Esta espécie está dentro da tribo Meliponini, e foi designado especificamente Melipona subnitida por Adolpho Ducke, um pesquisador Brasileiro.

## Descrição e identificação

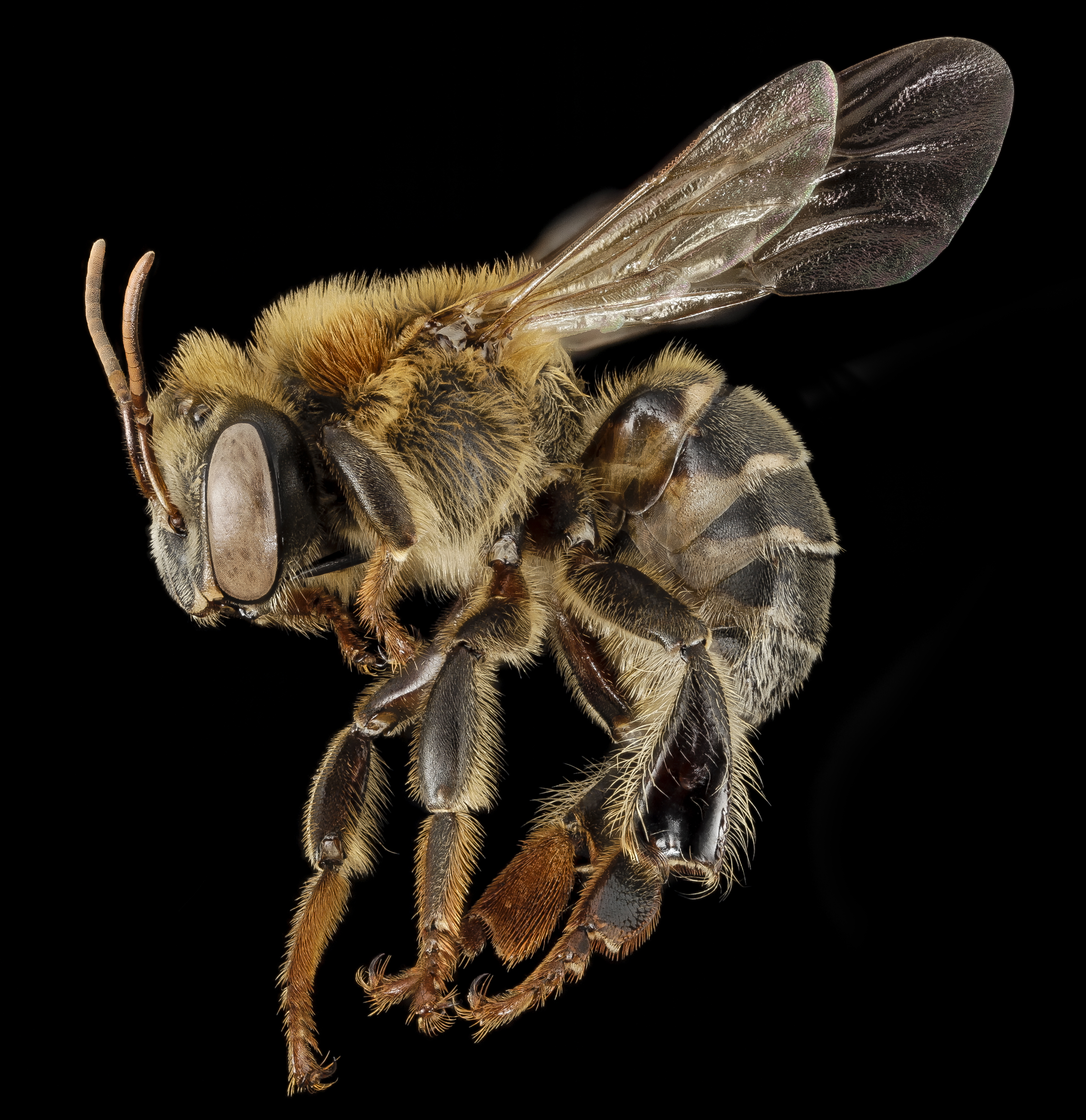
Melipona

A espécie Melipona subnitida é dividida em rainha, operárias (fêmeas) e machos dentro de cada colônia. Eles são identificáveis por suas obscuras bandas metasômicas, falta de maculação facial e os pelos torácicos fuligosos.

### Caracteríticas da rainha
A rainha da Melipona subnitida tipicamente só se acasalam com um macho, resultando em alta relação entre descendência feminina de 0,75 desde que os machos são haploides assim irmãs são 100% relacionados através da linha masculina e metade relacionados através da fêmea. A rainha põe ovos e vive com suas filhas, em que a expectativa é que fiquem com ela e ajudem-la a manter os jovens. A rainha é identificável por sua falta de pelos de carregamento de pólen em determinadas patas e ela é menor em tamanho. Além disso, seu abdômen torna-se altamente expandido, a um ponto que já não pode voar.

### Operárias
As operárias desta espécie mantêm as habilidades de luta mais fortes, e vêm de células de cria maiores do que os machos.

### Machos
Os machos de Melipona subnitida são criados de forma semelhante as operárias, embora sejam criados em um tamanho de células diferente. Operárias de M. subnitida assemelham-se fortemente as da espécie Melipona favosa.

## Distribuição e habitat
Melipona subnitida são comumente encontrados no Nordeste do Brasil, onde são consideradas um contribuinte principal da produção de pólen e mel. Encontram-se especificamente nos troncos ocos de árvores vivas da Bursera leptophloeos. Adicionalmente, elas foram observadas nos biomas de Caatinga, onde a população humana é dependente de sua polinização e produção de mel para o crescimento econômico.

### Crescimento da colônia
As colônias perenes de Melipona subnitida são compostas de várias centenas de milhares de indivíduos. As colônias são criadas como células de ninhada em favos horizontais. Novas células são formadas como um novo favo é formada em cima do antigo, ou um novo favo é criado a partir do zero. Adicionando favos perifericamente, uma coluna vertical de favos é criada. Estas colônias demonstram monogamia através de seus hábitos de acasalamento. Observou-se também que o crescimento de machos dentro de colonias obedece a "Períodos de Produção de Machos" nos quais os machos são produzidos durante um período de tempo específico e controlado. Note-se que tanto as operárias quanto as rainhas contribuem para a prole das colônias, portanto há uma proporção variável por população de abelhas que nascem da rainha ou das operárias.

### Declínio da colônia
A rainha mantém seu poder matando células que podem conter rainhas potenciais. Somente uma rainha pode existir em uma colônia em um momento e ela põe ovos e vive junto com suas filhas. É responsabilidade das filhas cuidar da ninhada, proteger o ninho e forragem para o alimento.  Outras causas de declínio das colônias são a extração de colônias para fins lucrativos ou o desmatamento, destruindo assim as casas desta espécie.

## Parasitas
Esta espécie foi observada como sendo o um anfitrião para uma variedade de parasitas tais como moscas, ácaros do besouro, traças, formigas, e abelhas sem ferrão pilhadoras. Constatou-se especificamente uma infestação de lauva-deus em colônias de M. subnitida no Nordeste do Brasil.

## Importância humana

### Produção de mel
Colônias específicas de M. subnitida são conhecidas por produzir até 6 litros de mel por ano na região da Caatinga no Brasil. Este mel, chamado mel de jandaíra, é considerado bastante rentável e mantém um gosto particular devido ao mecanismo pelo qual é feito por estas abelhas. Esta espécie é capaz de ajudar a população nesta área a ter uma indústria rentável com a condição de que a extração predatória e desmatamento são mínimos, que é a principal causa do declínio de M. subnitida.

### Pólen
O pólen de M. subnitida descobriu-se conter alto teor de proteína e é extremamente rico em aminoácidos, ao contrário do pólen de outras espécies de abelhas sem ferrão. Devido a isso, nota-se que o pólen de abelhas jandaíra, contém valor nutricional mais do que suficiente . Quando comparado com a abelha Apis mellifera, M. subnitida tem uma vantagem significativa no seu pólen, uma vez que contém o açúcar manitol em vez de glicose e frutose.

### História
Os povos indígenas da Caatinga já conheciam e retiravam o mel das colônias de M. subnitida, como o povo Kalabaça, do sul do Ceará. Entre o século XVII e XIX, alguns grupos de Kalabaça migraram para os sertões do Crateús, onde os colonos passaram chamá-los de "Jandaíras", devido sua tradição de retirar o mel dessas abelhas em cabaças (Que também rendeu seu outro nome "Kalabaça"). Atualmente, o povo Kalabaça ainda reside no municípios de Crateús, Poranga, Ipaporanga e Ararendá, no estado do Ceará.
Capturar ou destruir as colônias existentes de M. subnitida é proibido no Brasil. Armadilhas artificiais podem ser mantidas por apicultores credenciados, desde que as abelhas formem as novas colônias por conta própria ao invés de ser presas. Novas colônias podem ser formadas por divisão de colônias cativas já existentes, o que pode ser feito até quatro vezes por ano se as condições forem adequadas e suficientes alimentos são fornecidos artificialmente, evitando que as abelhas gastem muito esforço para encontrar comida para si.

## Galeria

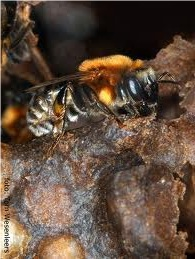
Abelha-jandaíra (Melipona subnitida)